# Octavi Rumbau Masgrau
Octavi Rumbau Masgrau (Barcelona, 1980) és un compositor català. Ha rebut encàrrecs de l'Auditori de Barcelona, la Fundació Tàpies, el Festival d'Òpera de Butxaca, l'Orquestra de Barcelona, el Festival Mixtur, entre d'altres. Va començar els seus estudis de composició amb Enric Palomar, Yoshihisa Taïra i Agustí Charles. Més tard es traslladà a París per a cursar els estudis de Composició al Conservatori Nacional Superior de Música i Dansa de París. També va realitzar el curs anual d'informàtica musical de l'IRCAM. En l'actualitat és professor del Conservatori Superior de Música del Liceu, l'Escola Superior d'Estudis Musicals Taller de Músics de Barcelona (ESEM) i el Conservatori Superior de Música de les Illes Balears (CSMIB).
Ha rebut diverses distincions, com el premi Concurs de Composició Frederic Mompou (2005), el premi Concurs de Composició Dolors Calvet i Prat (2008) i el 1er premi Berliner Opernpreis (2013).